# トマス・パラシオス
ティアゴ・トマス・パラシオス（Tiago Tomás Palacios, 2003年4月28日 - ）は、アルゼンチン・ラ・パンパ州ヘネラル・ピコ出身のサッカー選手。セリエA・インテルナツィオナーレ・ミラノ所属。ポジションはDF（CB）。

## クラブ経歴
2021年11月にCAタジェレスのトップチーム昇格が決まり、プロ契約を締結。2022年シーズンよりトップリーグで起用され、2024年シーズンはCSインデペンディエンテ・リバダビアにローン移籍で加入。即先発で起用された。
2024年8月30日、インテルナツィオナーレ・ミラノと5年契約を締結した。
同年10月30日に行われたセリエA第10節エンポリFC戦にて、81分にステファン・デ・フライとの交代で移籍後初出場を果たした。